# Сан-Вісенте (Брага)
Сан-Вісенте (порт. São Vicente; МФА: [ˈsɐ̃w vi.ˈsẽ.tɨ]) — парафія в Португалії, у муніципалітеті Брага. Розташована в північно-західній частині країни, на теренах історичної португальської провінції Дору-Міню. Входить до складу округу Брага. За адміністративним поділом, чинним до 1976 року, терени парафії були складовою провінції Міню. Належить до Бразької архідіоцезії Католицької церкви. Патрон — святий Вікентій. Площа — 2,5504 км². Населення — 13236 ос. (2011). Сильно урбанізований регіон. Густота населення — 5189,77 осіб/км²
. Код — 030349.

## Населення
| 1940  | 1950  | 1960  | 1970  | 1981  | 1991  | 2001   | 2011   |
| 4 989 | 5 767 | 6 917 | 6 202 | 6 802 | 8 447 | 12 162 | 13 236 |